# Rio Bistricioara (Siret)
O Rio Bistricioara é um rio da Romênia afluente do Rio Bistriţa, localizado no distrito de Harghita,

Neamţ.